# طوبين الهملايا
طوبين الهملايا أو الطوبين قصير الذيل هو نوع من الثدييات في عائلة الطوبينيات. هو حيوان ليلي وفردي بطبيعته. يوجد في بنغلاديش وبوتان والصين والهند وماليزيا ونيبال.